# دنیاگیری کووید-۱۹ در لبنان
دنیاگیری کووید-۱۹ در لبنان بخشی از دنیاگیری بیماری کروناویروس ۲۰۱۹ در جهان است. اولین مورد تأیید شده در لبنان در ۲۱ فوریه ۲۰۲۰ در شهر بیروت اعلام شد.